# Nazikeda Kadın
Nazikeda Kadın, född 1848, död 1895, var första hustru till den osmanska sultanen Abd ül-Hamid II (regerande 1876–1909).
Hennes ursprung är obekräftat. En teori har föreslagit att hon var dotter till den abchaziska prinsen Arzakan Bey och Esma Hanim, men hon kan också ha varit cirkasser. Hon placerades som barn hos hustrun till storvesiren Ali Pasha, och blev vid tio års ålder 1858 kalfa till prinsessan Cemile sultan. 1868 gifte hon sig med den senare Abd ül-Hamid II. Paret fick en dotter, som avled efter en brandolycka 1875. Efter makens tronbestigning blev hon sultanens främsta gemål. Hon bjöd ofta in sina två fostermödrar, hustrun till storvesiren Ali Pasha och Cemile Sultan, till haremet och gav dem företräde i rang framför sig själv. 